# Bahnstrecke Bjärred–Lund
| Streckenlänge: | 10,964 km            |                                        |                                        |
| Spurweite: | 1435 mm (Normalspur) |                                        |                                        |
| Stromsystem: | 15 kV / 15 Hz ~      |                                        |                                        |
| Maximale Neigung: | 16 ‰                 |                                        |                                        |
| Minimaler Radius: | 300 m                |                                        |                                        |
| Streckengeschwindigkeit: | 50 km/h              |                                        |                                        |
| |                      |                                        |                                        |
| \| \| 10,8 \| Bjärred \| 1901–1939 \| \| \| \| Bjärred Grusgrop \| \| \| \| 8,8 \| Kanik \| 1904–1939 \| \| \| \| Malmö–Billesholms Järnväg von Åstorp \| \| \| \| 8,2 \| Flädie \| 1886- \| \| \| \| Malmö–Billesholms Järnväg nach Malmö C \| \| \| \| \| \| \| \| \| 7,3 \| Leråkra \| 1901–1955 \| \| \| 5,5 \| Fjelie (Fjälie) \| 1901–1955 \| \| \| 4,1 \| Gammelmark \| 1901–1939 \| \| \| 2,9 \| Nybble \| 1901–1939 \| \| \| \| Södra stambanan von Falköping C \| \| \| \| \| \| 1903–1939 \| \| \| 0,0 \| Lund V \| 1901–1939 \| \| \| \| Lund C \| 1857– \| \| \| \| Södra stambanan nach Malmö C \| \| \| \| \| \| \| \| Quellen: [1][2] \| \| \| \| |                      |                                        |                                        |
| Kopfbahnhof Streckenanfang (Strecke außer Betrieb) | 10,8                 | Bjärred                                | 1901–1939                              |
| Blockstelle (Strecke außer Betrieb) |                      | Bjärred Grusgrop                       | Bjärred Grusgrop                       |
| Haltepunkt / Haltestelle (Strecke außer Betrieb) | 8,8                  | Kanik                                  | 1904–1939                              |
| Strecke (außer Betrieb) · Strecke von links |                      | Malmö–Billesholms Järnväg von Åstorp   | Malmö–Billesholms Järnväg von Åstorp   |
| Strecke (außer Betrieb) · ehemaliger Bahnhof | 8,2                  | Flädie                                 | 1886-                                  |
| Kreuzung geradeaus oben (Strecke geradeaus außer Betrieb) · Abzweig ehemals geradeaus und nach rechts |                      | Malmö–Billesholms Järnväg nach Malmö C | Malmö–Billesholms Järnväg nach Malmö C |
| Abzweig geradeaus und von links (Strecke außer Betrieb) · Strecke nach rechts (außer Betrieb) |                      |                                        |                                        |
| Bahnhof (Strecke außer Betrieb) | 7,3                  | Leråkra                                | 1901–1955                              |
| Bahnhof (Strecke außer Betrieb) | 5,5                  | Fjelie (Fjälie)                        | 1901–1955                              |
| Haltepunkt / Haltestelle (Strecke außer Betrieb) | 4,1                  | Gammelmark                             | 1901–1939                              |
| Haltepunkt / Haltestelle (Strecke außer Betrieb) | 2,9                  | Nybble                                 | 1901–1939                              |
| Strecke (außer Betrieb) · Strecke von links |                      | Södra stambanan von Falköping C        | Södra stambanan von Falköping C        |
| Abzweig geradeaus und von links (Strecke außer Betrieb) · Abzweig geradeaus und ehemals nach rechts |                      |                                        | 1903–1939                              |
| Kopfbahnhof Streckenende (Strecke außer Betrieb) · Strecke | 0,0                  | Lund V                                 | 1901–1939                              |
| Bahnhof |                      | Lund C                                 | 1857–                                  |
| Strecke |                      | Södra stambanan nach Malmö C           | Södra stambanan nach Malmö C           |
| |                      |                                        |                                        |
| Quellen: |                      |                                        |                                        |

Die Bahnstrecke Bjärred–Lund war eine normalspurige schwedische Eisenbahnstrecke. Sie wurde von der Lund–Bjärreds Järnvägsaktiebolag (LBJ), einer privaten Eisenbahngesellschaft, zwischen Bjärred und Lund erbaut.

## Geschichte
In den 1890er Jahren hatten die führenden Gesellschaftsschichten in Lund den Wunsch, inspiriert durch Göteborgs Säröbana und Stockholms Saltsjöbana,  dass in Lund eine Bahnverbindung zu dem elf Kilometer entfernten Badeort Bjärred errichtet werden solle. Einige wohlhabende Einwohner sahen gute Gewinnaussichten, wenn Bjärred ein vornehmer Vorort von Lund werden würde.
1897 konnten Aktien für ein derartiges Projekt gezeichnet werden. Die Stadt Lund hatte große Interesse daran und zeichnete Bezugsrechte im Wert von 100.000 Kronen bei insgesamt 250.000 Kronen geplantem Aktienkapital.

## Lund–Bjärreds Järnvägsaktiebolag
Am 18. Februar 1898 konstituierte sich die Lund–Bjärreds Järnvägsaktiebolag. Es wurde eine Konzession für eine elektrische Straßenbahn mit der Spurweite 1000 mm beantragt, zu diesem Zeitpunkt eine Neuerung. Das Bauvorhaben wurde am 30. Oktober 1899 genehmigt, kam jedoch nicht als Straßenbahn zur Ausführung. Für viele Entscheidungsträger war eine mit Strom betriebene Bahn völlig neu und so beschlossen sie stattdessen eine dampflokbetriebene Eisenbahn mit der Spurweite von 1435 mm. Die diesbezügliche Änderungen der Konzession wurde beantragt und am 11. Juli 1900 erteilt.
Erster Vorsitzender der Lund–Bjärreds Järnvägsaktiebolag war von 1901 bis 1907 Konsul J. W. M. Westrup, er war gleichzeitig von 1905 bis 1910 Vorsitzender der Lund–Revinge Järnvägsaktiebolag. Der erste Verkehrsdirektor war von 1901 bis 1906 Postmeister C. A. Brinck.

## Streckenbau
Die Arbeiten wurden schon vor der Erteilung der Konzession begonnen. Ein Viadukt und verschiedene technischen Regeln verzögerten den Bau. Am 26. Juli 1901 wurde die elf Kilometer lange Strecke für den öffentlichen Verkehr freigegeben. Da bei der Eröffnung noch keine der bestellten Dampflokomotiven und Personenwagen angeliefert waren, mussten für den Eröffnungszug Lokomotiven und Wagen von anderen Gesellschaften ausgeliehen werden.
Die Strecke hatte in Lund einen eigenen Endbahnhof, der westlich des Bahnhofes Lund central der SJ lag. Dieser Bahnhof hieß zuerst ebenfalls Lund, wurde aber wegen der Verwechslungsmöglichkeit am 1. Oktober 1903 in Lunds västra umbenannt.
Die Verbindungsstrecke von Leråkra nach Flädie wurde 1904 in Betrieb genommen.

## Technische Daten
Die Gesamtkosten für den Bahnbau einschließlich der Lokomotiven und Wagen betrugen 670.722 Kronen. Dafür war eine normalspurige Bahnstrecke mit 10,964 km Länge entstanden. Die Schienen aus Stahl hatten ein Metergewicht von 31 kg/m, der minimale Radius betrug 300 Meter und die maximale Steigung 16 ‰. Die Höchstgeschwindigkeit lag bei 50 km/h.
Insgesamt wurden folgende Dampflokomotiven beschafft:
| Nummer | Name | Bauart    | Achsfolge | Hersteller                                     | Fabr.-Nr./ Baujahr | Besonderes |
| ------ | ---- | --------- | --------- | ---------------------------------------------- | ------------------ | --- |
| 1      |      | Tenderlok | B 1 t     | Vagn- & Maskinfabriksaktiebolaget Falun, Falun | 11 1901            | 1918 von BLHJ übernommen, 1925 an Malmö Stuveri, dort „Dragaren 1“, 1936 an SSA in Trelleborg, 1949 verschrottet. |
| 2      |      | Tenderlok | B 1 t     | Vagn- & Maskinfabriksaktiebolaget Falun, Falun | 12 1901            | 1918 von BLHJ übernommen, 1936 verschrottet                                                                       |

Für den Zugbetrieb waren ein zweiachsiger und zwei Drehgestell-Personenwagen sowie vier zweiachsige Gepäck- und Güterwagen beschafft worden. In Lunds västra wurden ein zweiachsiger Parallel-Lokschuppen sowie eine kleine Werkstatt gebaut. Dieses Gebäude wurde 1963 abgerissen.

## Wirtschaftliche Entwicklung und Betriebsführung durch SJ
Die Strecke entwickelte sich schlecht, so dass die Stadt Lund bereits 1903 weitere Kredite für den Betrieb aufnehmen musste. Dieser Zustand änderte sich bis 1909 nicht, so dass die Eisenbahngesellschaft 1910 bankrott war. Deshalb übernahmen vom 13. Mai 1910 Statens Järnvägar die Betriebsführung, die sie bis zum 1. Januar 1911 behielt.

## Lund stads järnvägar
Ab 1911, nach einer Rekonstruierung der Gesellschaft, wurde diese mit der Lund–Revinge Järnväg (LReJ) unter eine gemeinsame, von der Stadt Lund geführte, Verwaltung gestellt. Ab 1912 hieß diese Verwaltungsgesellschaft Lund stads järnvägar.

## Elektrifizierung
Die Idee einer Elektrifizierung der Bahnstrecke Lund–Bjärred wurde nicht aufgegeben. Am 26. Februar 1915 wurde beschlossen, eine Erlaubnis für die Elektrifizierung der Strecke zu beantragen. Diese wurde gewährt und die Arbeiten aufgenommen. Bereits am 26. Mai 1916 begann der elektrische Betrieb. Die Kosten dafür betrugen 133.000 Kronen, von denen 43.000 Kronen auf den beschafften Elektrotriebwagen fielen. Die Fahrdrahtspannung betrug 15 kV / 15 Hz.
Die technischen Daten der Elektrofahrzeuge waren:
| Nummer | Name | Bauart | Achsfolge | Hersteller              | Fabr.-Nr./ Baujahr | Besonderes |
| ------ | ---- | ------ | --------- | ----------------------- | ------------------ | --- |
| 6      |      |        | B 1       | Kalmar Verkstad, Kalmar | a 1916             | neu beschafft, 1918 von BLHJ übernommen, 1939 an Trafikförvaltningen Göteborg–Dalarne–Gävle (GDG), dort Ue 250, nach deren Verstaatlichung Übernahme durch SJ als XFa1 258 bis 1953 im Einsatz. 1957 verschrottet |
| 7      |      |        | A 1       | Kalmar Verkstad, Kalmar | 1926               | 1927 von BLHJ beschafft, 1939 an Bergslagernas Järnvägar, dort als BJ Xa5 451 bis zur Verstaatlichung im Einsatz, bei SJ unter der Nummer SJ Xa4 252 bis 1960 in Dienst, 1961 verschrottet                        |

Der Triebwagen Nr. 6 hatte ein Gepäckabteil, der Wagen Nr. 7 einen kleinen Fahrgastraum.

## Bjärred–Lund–Harlösa Järnväg
1918 wurde in Lund gefordert, dass die beiden von Lund stads järnvägar verwalteten Eisenbahngesellschaften Lund–Bjärreds Järnvägsaktiebolag (LBJ) und Lund–Revinge Järnväg (LReJ) in einer Eisenbahngesellschaft zusammengefasst werden sollten. Dieses wurde vollzogen, ab dem 1. Juli 1918 gingen die beiden bisherigen Gesellschaften in einer neuen Gesellschaft, der Bjärred–Lund–Harlösa Järnväg (BLHJ), auf.

## Stilllegung und Abriss
Der Gesamtverkehr auf der Strecke wurde am 15. Juni 1939 eingestellt, der Abbau der Strecke erfolgte zwischen 1940 und 1958.